# Can Zam (metrostation)
Het station Can Zam van lijn 9 van de Metro van Barcelona is de noordelijke terminus van de lijn en geeft aansluiting op de wijk Barri Oliveres en het westelijk deel van de wijk Singuerlín in de gemeente Santa Coloma de Gramenet. 
Het station heeft een ingang, op het kruispunt van de Avinguda Francesc Macià en de Carrer Jaume Balmes. Het station bedient naast de noordelijker gelegen wijken ook de Escola Oficial d'Idiomes de Santa Coloma en het Institut de Santa Coloma de Gramenet.
In het station worden de twee sporen bediend door een eilandperron. Het station werd op 13 december 2009 geopend. 

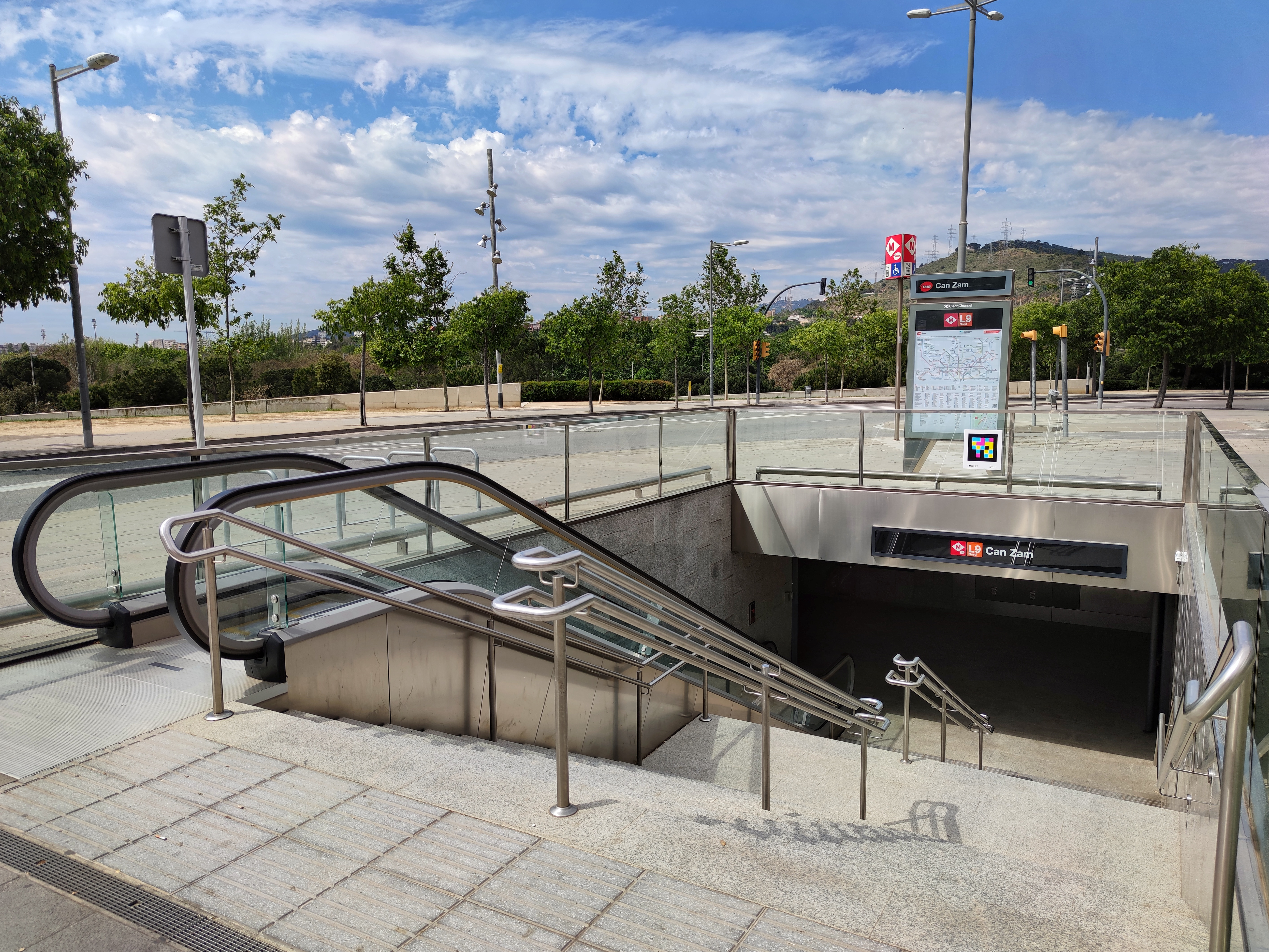
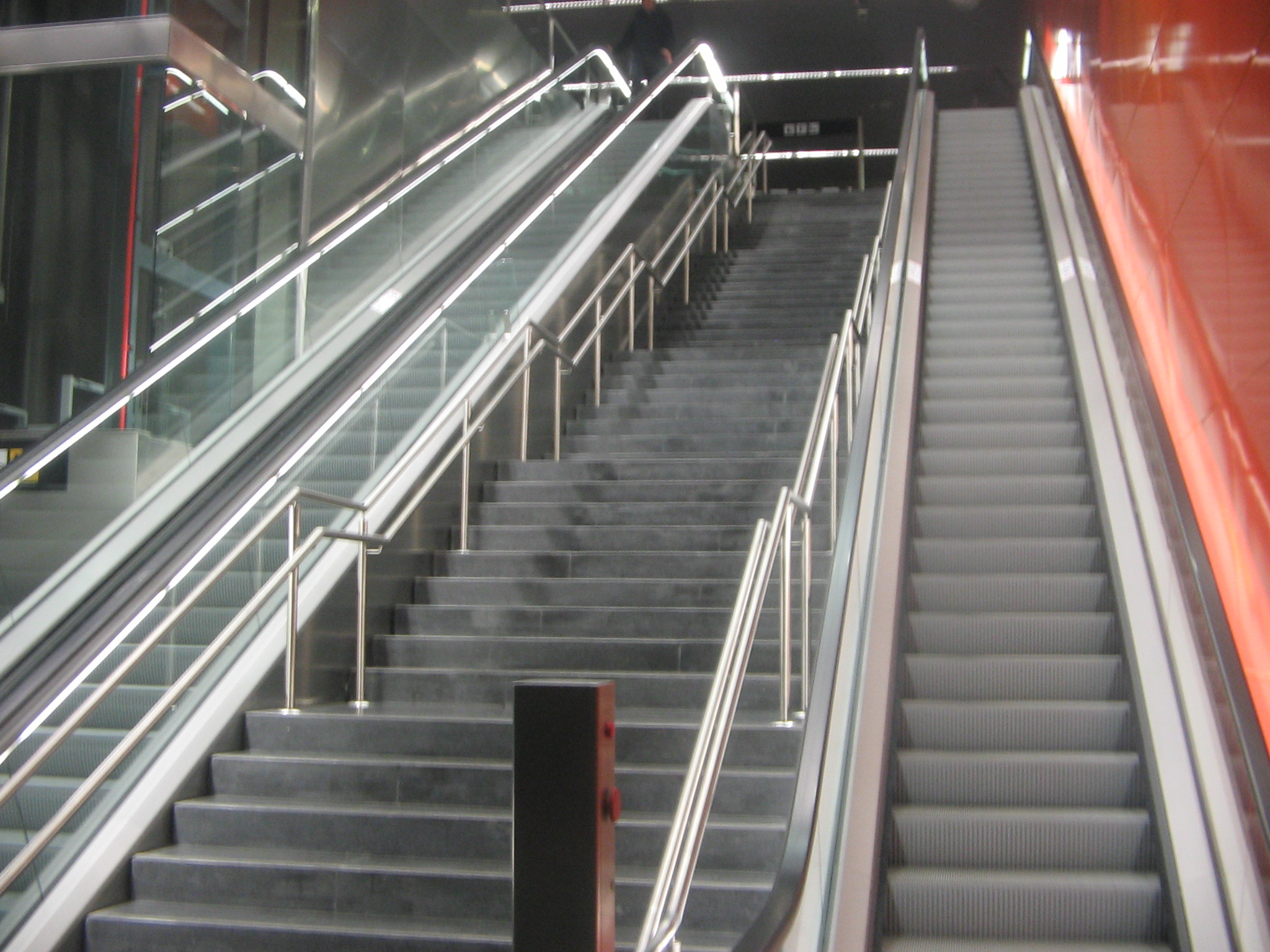
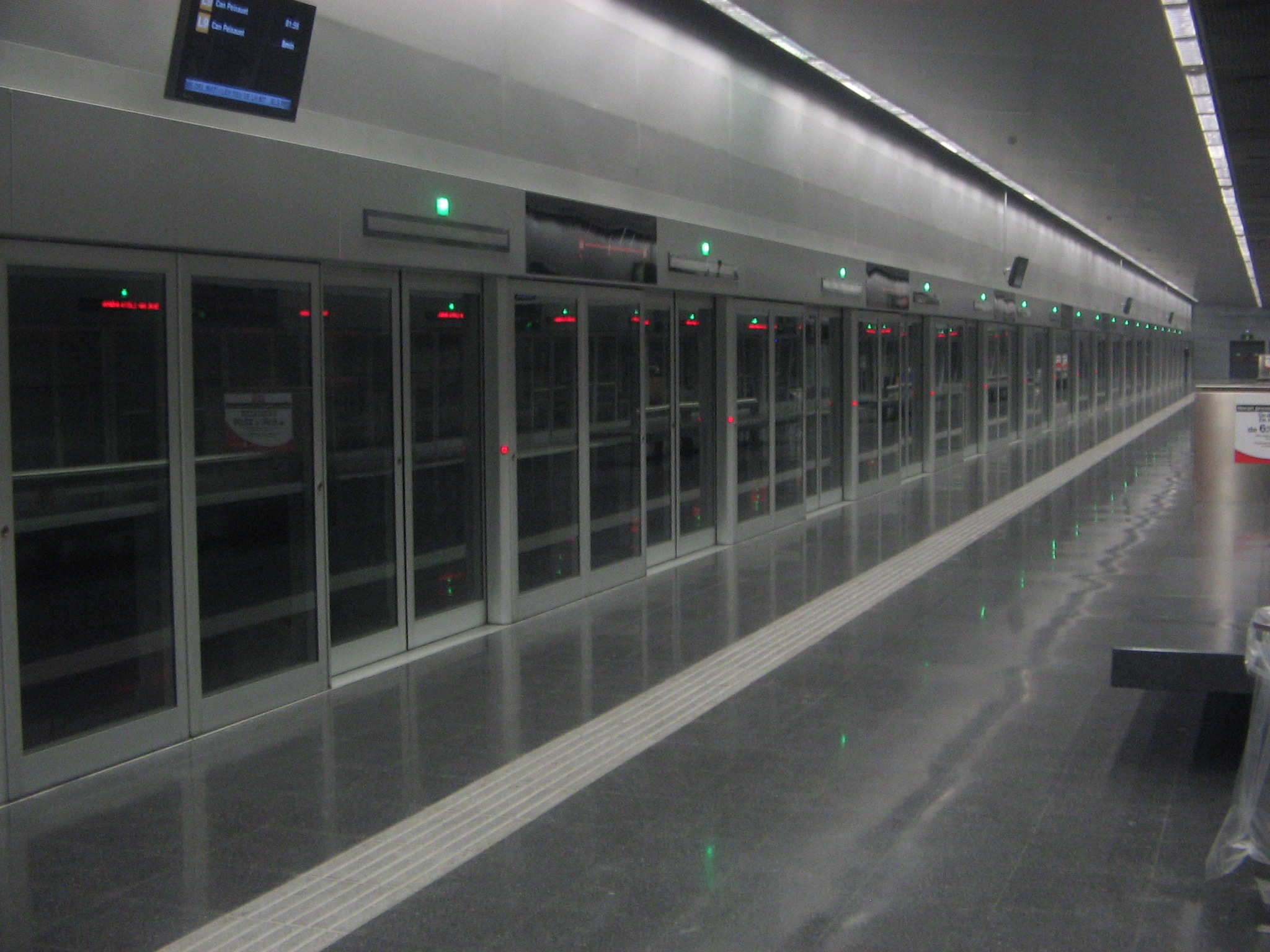

Lijn 9 Zuid
Aeroport T1 · Aeroport T2 · Mas Blau · Parc Nou · Cèntric · El Prat Estació · Les Moreres · Mercabarna · Parc Logístic · Fira · Europa-Fira · Can Tries - Gornal · Torrassa · Collblanc · Zona Universitària
Lijn 9 Noord
La Sagrera · Onze de Setembre · Bon Pastor · Can Peixauet · Fondo · Santa Rosa · Església Major · Singuerlín · Can Zam